# Kato Arodes
Kato Arodes (griechisch Κάτω Αρόδες, türkisch Kalkanlı) ist eine Gemeinde im Bezirk Paphos in der Republik Zypern. Bei der Volkszählung im Jahr 2021 hatte sie 46 Einwohner.

## Name
Jack C. Goodwin vermutet, dass Kato („unteres“) Arodes nach der griechischen Insel Rhodos benannt wurde, wo die Hospitaliter, damalige Besitzer des Dorfes, ihr Hauptsitz hatten. Die Zyperntürken nahmen im Jahre 1958 den alternativen Namen Kalkanlı an, der wörtlich so viel wie „mit einem Schild bewaffnet“ bedeutet.

## Lage und Umgebung

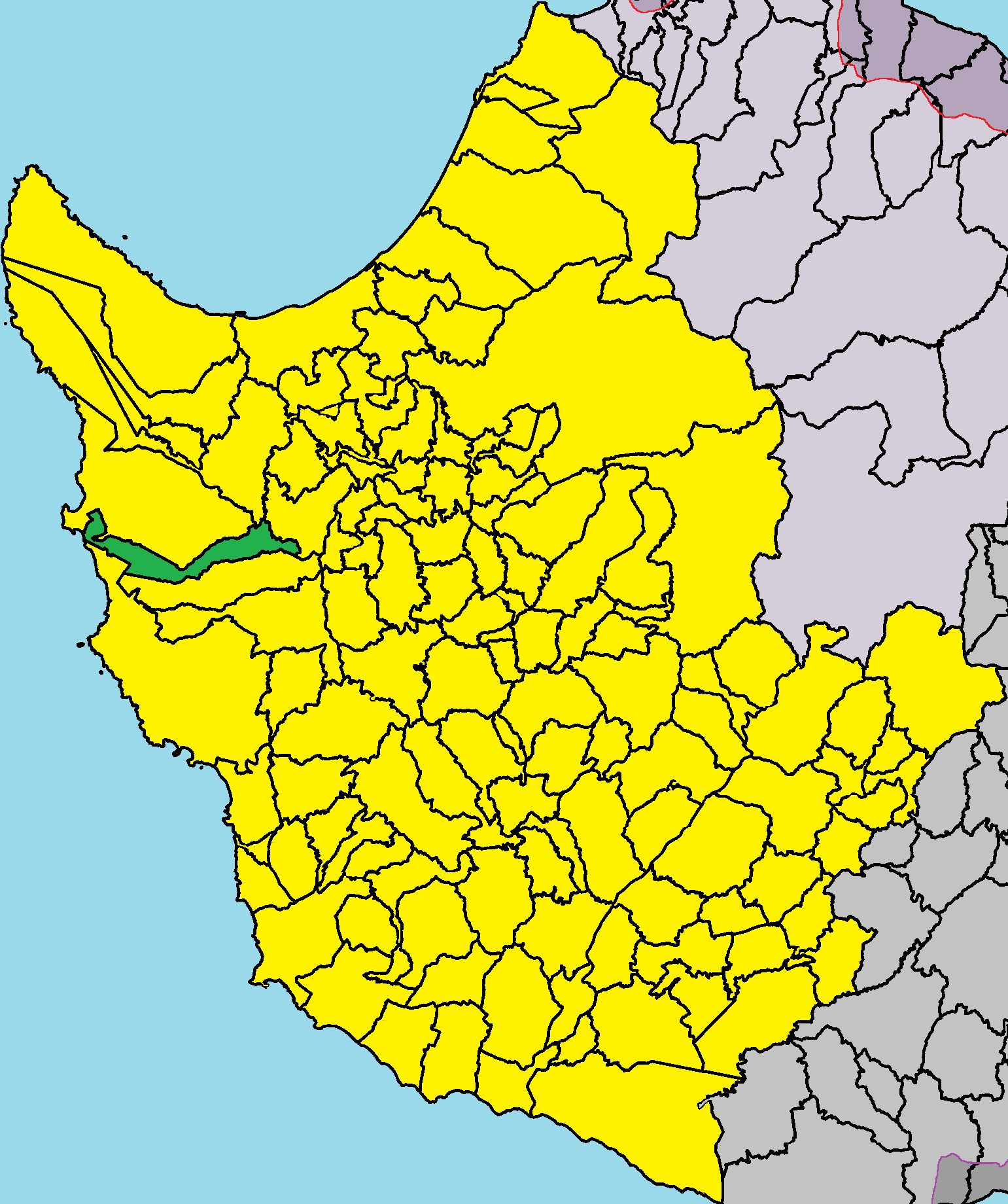
Lage im Bezirk Paphos

Kato Arodes liegt im Westen der Mittelmeerinsel Zypern auf einer Höhe von etwa 575 Metern, etwa 28 Kilometer nordöstlich von Paphos, 90 Kilometer nordwestlich von Limassol und 173 Kilometer südwestlich von Nikosia. Das 10,8869 Quadratkilometer große Dorf grenzt im Norden an Inia und Drousia, im Osten an Kritou Tera und im Süden an Pano Arodes und Pegia. Der westliche Teil seines Verwaltungsgebiets liegt an der Küste. Im Westen des Dorfes befindet sich der Fluss Avgas und die durch ihn gebildete Avakas-Schlucht. Das Dorf kann über die Straßen E709 und F708 erreicht werden.

## Bevölkerungsentwicklung
Während der Notjahre der 1950er Jahre und während des interkommunalen Konflikts von 1963 bis 1964 diente das Dorf als Aufnahmezentrum für vertriebene Zyperntürken aus den umliegenden Dörfern.
Nach der Türkischen Invasion 1974 reisten einige Zyperntürken heimlich über die Berge in den türkisch kontrollierten Norden. Dabei nahmen sie eine gefährliche Route, bei der eine Person von einer Klippe stürzte und starb. Die restlichen Zyperntürken wurden am 20. August 1975 von UNFICYP in den nördlichen Teil eskortiert. Laut Jack C. Goodwin sei ein Zyperntürke zurückgeblieben.
Die folgende Tabelle zeigt die Bevölkerung des Dorfes, wie sie in den in Zypern durchgeführten Volkszählungen erfasst wurde.
| Jahr      | 1881 | 1891 | 1901 | 1911 | 1921 | 1931 | 1946 | 1960 | 1976 | 1982 | 1992 | 2001 | 2011 | 2021 |
| Einwohner | 148  | 249  | 250  | 292  | 331  | 296  | 475  | 432  | 53   | 54   | 20   | 19   | 39   | 46   |